# 普瓦圖
普瓦圖（發音：[pwatu]；普瓦图方言：Poetou），法國中西部的一個行省，省會為普瓦捷。現今大部分隸屬於新阿基坦大区（旺代省属于卢瓦尔河地区大区）。在普瓦圖海灣，有個河流濕地，名為普瓦图沼泽。普瓦圖驢是此地的特有物種。
普瓦图有一个普瓦图沼泽，这是一个位于法国西海岸前皮克顿湾的沼泽，是法国仅次于卡马格的第二大湿地。沼泽从大西洋延伸到尼奥尔，从南部的旺代省延伸到拉罗谢尔北部。

## 名称
普瓦图行省以高卢皮克顿人部落（Gaulois-Pictons）的名字命名，过渡到普瓦克托（Poictou），如旧地图所示，然后过渡到普瓦图（Poitou）。普瓦图首府普瓦捷（Poitiers）的名称也源于同一建构的地名。

## 地理

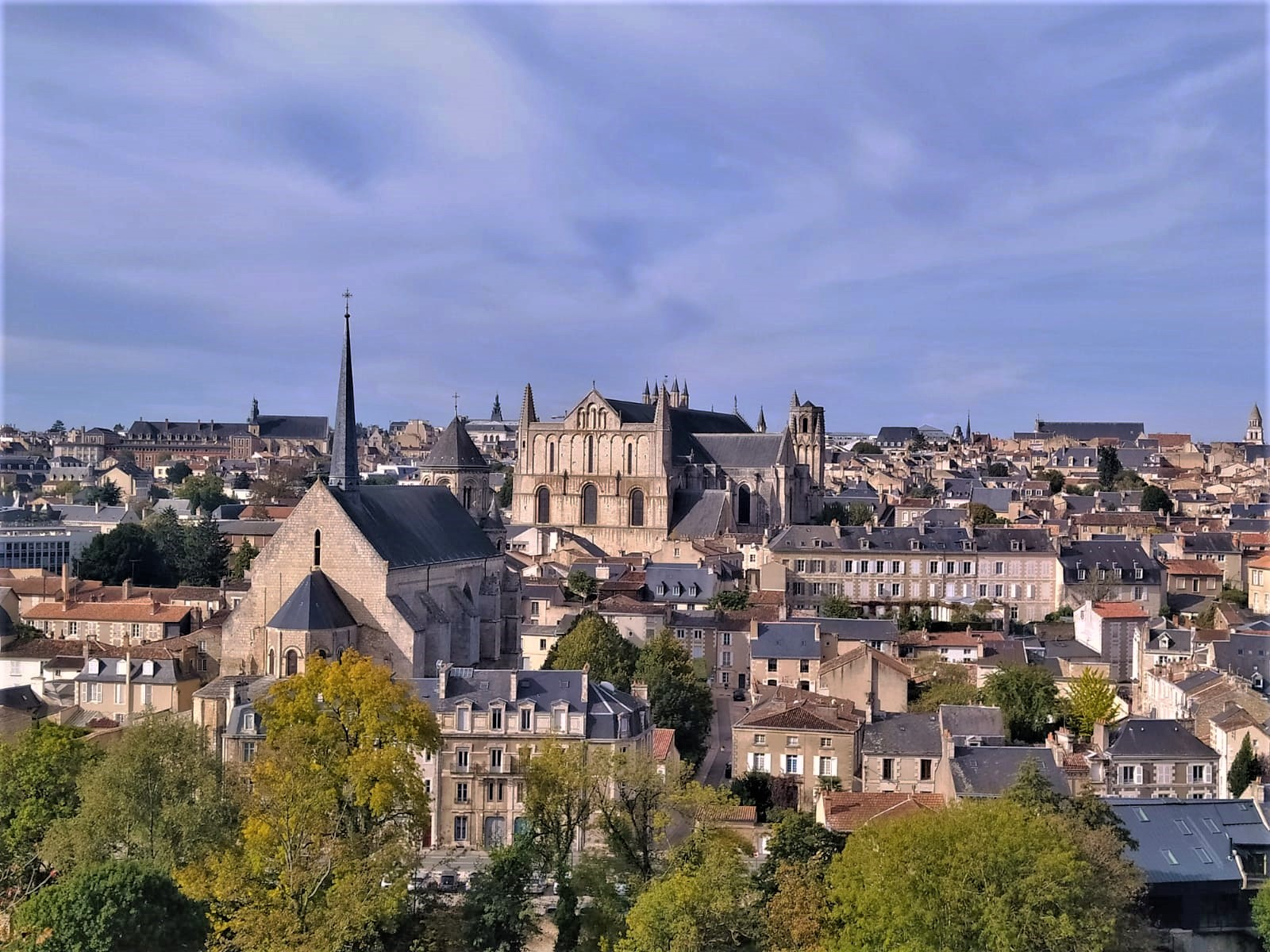
普瓦图的首府普瓦捷

普瓦图分为不同的地质构造，形成不同的地形。在西部（下普瓦图或旺代省）和东南部，有古老的山丘，地形严重侵蚀，给人以丘陵、寒冷和硅质的土地：以小树林为主。在中部，普瓦捷的石灰岩高原几乎平坦，从普瓦图边缘下降到卢瓦尔河谷，穿过沙泰勒罗，海拔在100米到150米之间。
普瓦图是巴黎盆地和阿基坦盆地之间的一个古老过渡区：从11世纪的奥克语到今天的奥依语，除了与上维埃纳省接壤的六个市镇；它也位于传统覆盖区（北部为板岩，南部为仰合瓦）的边界，以及村庄名称后缀-ay、-y（几乎整个区域）和-ac（东南部的一个小区域）。
普瓦图的主要城市包括普瓦捷（普瓦图历史首都）、尼奥尔、沙泰勒罗（长期以来是法国国王在普瓦图的据点）、丰特奈勒孔特（下普瓦图首府）、图阿尔、帕尔特奈、吕松等。

## 历史
岩石庇护所、巫师之岩棚和马尔什洞穴证明了一个长期存在的定居点，这两个定居点都可以追溯到旧石器时代，即马格德林文化时期，大约在公元前17,000年至12,000年之间，展示了顶骨工程和投射武器，称为维埃纳省的吕萨克-昂格莱长矛。
然后是美丽的新石器时代墓地，普利塞-拉沙里耶尔，布贡的坟冢，蒙帕莱，这是大西洋沿岸最古老的建筑之一，由来自安纳托利亚的泥瓦匠和农民建造，他们在7,000年前首次耕种土地。
然后是钟形杯文化，发现了青铜时代的典型陶瓷，例如圣洛尔项链或后来的阿旺东的金锥。
高卢人，皮克通人，反过来塑造了定居点，与之前的人口混合，并命名了地理，如普瓦图或普瓦捷的名字，也命名了旺代河，或埃克苏丹或卢丹等城市。

### 古代
在原始历史时期，高卢皮克通部落占领了上普瓦图（大致相当于今天的德塞夫勒省和维埃纳省）。
在高卢战争期间，部落分裂了：一部分皮克通人与凯撒作战，另一部分与他结盟。
在罗马帝国统治下，皮克通的领土大致延伸到今天的旺代省、德塞夫勒省、维埃纳省、曼恩-卢瓦尔省的莫日地区，以及大西洋卢瓦尔省南部，在公元前1世纪建立的拉蒂亚图姆（勒泽）。公元2世纪，托勒密将其描述为皮克通的两个城镇之一，与利莫努姆（普瓦捷）一起。
它形成了一个城市（罗马行政区），由普瓦捷基督教教区接管。古代晚期普瓦捷有两位基督教人物：普瓦捷教区组织者、主教伟大的伊拉略（或普瓦捷的伊拉略）和都尔的玛尔定。

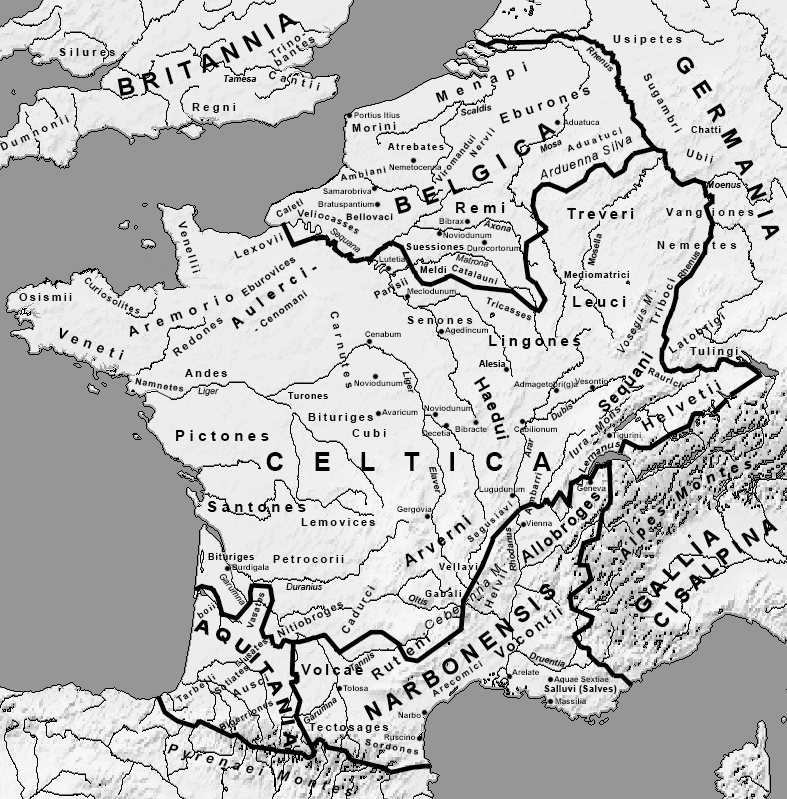
高卢时期的地图，可以看到皮克通人的势力范围

### 中世纪

#### 中世纪早期
几个民族定居在波伊图：塔伊法尔人、盎格鲁人、萨马提亚人；然而，正是西哥特人在4世纪将普瓦图并入他们的西哥特王国，直到武耶战役。
克洛维在普瓦捷附近击败西哥特国王亚拉里克二世后，将法兰克王国扩展到比利牛斯山脉。因此，法兰克人的影响力扩展到这些新的地区。
正是在这一时期，从4世纪到8世纪，出现了普瓦图类型的墨洛温石棺，这些石棺出现在普瓦捷附近的锡沃墓地，有1000个石棺，在努瓦尔穆捷岛城堡，塞夫尔河畔莫尔塔涅，韦尔图，南特的圣安德烈，圣西米利安，圣多纳西安墓地，勒泽，直到盖朗德，下教堂，圣欧班广场。除了普瓦图、普瓦捷本身及其周边地区、绍维尼、瓦尔迪维耶纳和下卢瓦尔河的生产区域外，普瓦图石棺在萨尔特省的索莱姆、安德尔-卢瓦尔省的布赖苏费、希农、克鲁济耶和皮西尼以及诺曼底阿朗松附近的科隆比耶都有发现。

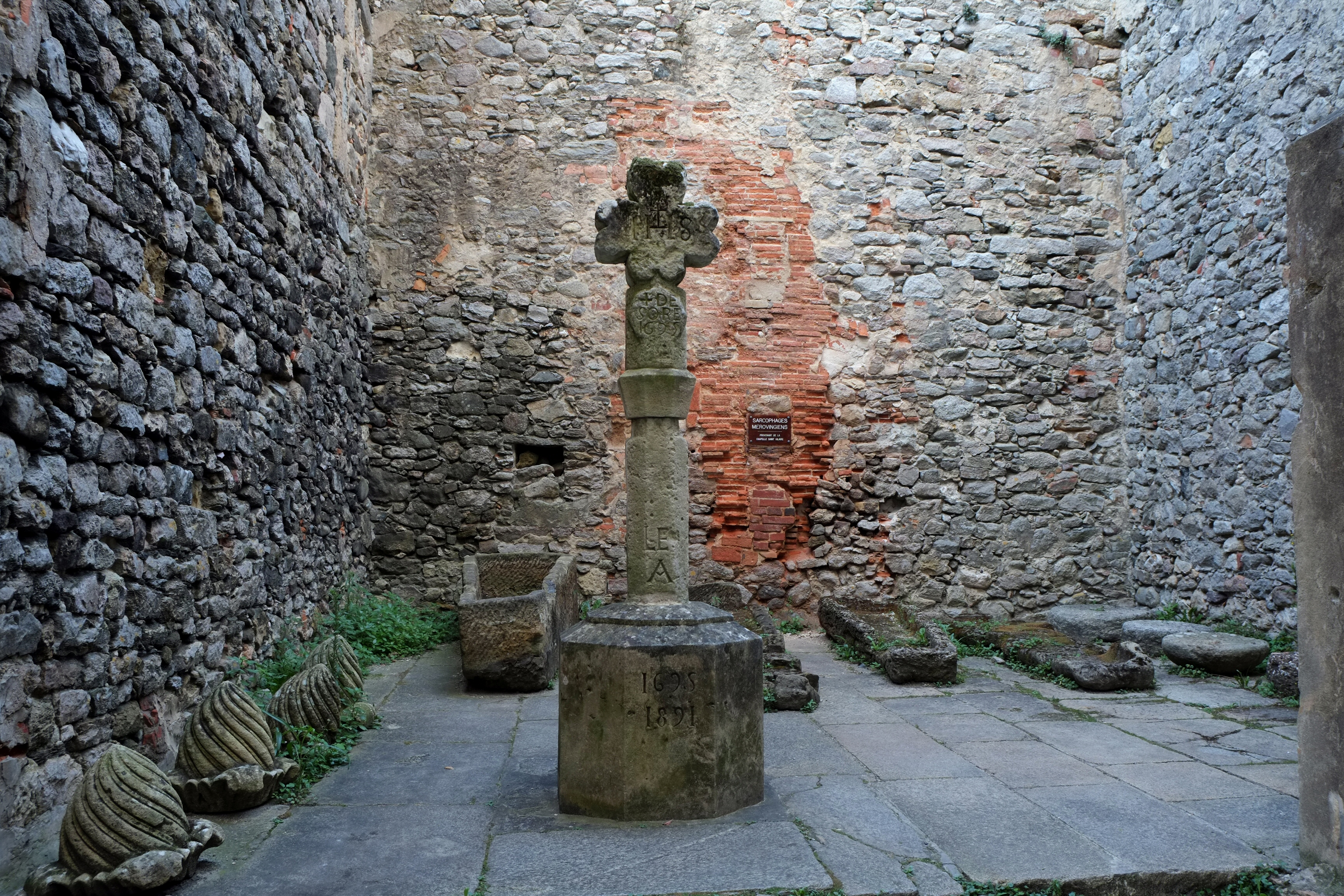
怒瓦尔穆捷城堡中的墨洛温石棺

倭马亚王朝从安达卢西亚一路往北入侵，于732年在普瓦捷和图尔之间停止，普瓦捷被洗劫一空。查理·马特（Charles Martel）、他的后裔丕平（Pépin）和查理曼（Charlemagne）是阿努尔夫（Arnulf）的后裔，阿努夫是一个军事主教家族，后来成为宫相。
从602年到995年，梅勒的方铅矿开采允许生产含银铅。在达戈贝尔特一世统治时期，每年有8000磅铅被送往巴黎，用于圣但尼圣殿的立面。768年至1189年期间，一个活跃的铸造车间铸造了奥波勒斯和第纳里乌斯，其中一些标记为CARLUS REX FR。在虔诚者路易的第纳里乌斯背面，有两个锤子和两个角，周围环绕着“METALLVM”（melle）一词，METALL GERMAN也是如此。在法兰克国王查理曼和后来的西方皇帝的统治下，第纳里乌斯被作为标准货币征税，参与了货币在西欧和西北欧的传播。2024年的研究证明，根据科学家对矿石的化学性质进行的分析，在梅勒开采的银矿主要用于750年至820年间在法兰西的几个货币车间生产的硬币，而不单单在梅勒。

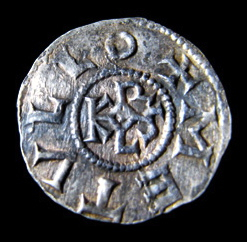
出土于亚琛的第纳里乌斯，上面标注着METALLVM和加洛林王朝KAROLUS REX（查理曼）

778年，查理曼建立了普瓦图伯国，并派遣了一位名叫阿本的人。
普瓦捷伯爵于9世纪建立了一个公国，在卢瓦尔河和比利牛斯山脉之间延伸，名为阿基坦公国。
9世纪中期，诺曼人入侵普瓦图；848年，梅勒被洗劫一空。
一些僧侣在圣茹安-德马尔讷修道院（Saint Jouin de Marnes Abbey）避难，这是普瓦图罗曼式艺术的典型，普瓦捷圣母大教堂（Notre Dame la Grande）也是如此。

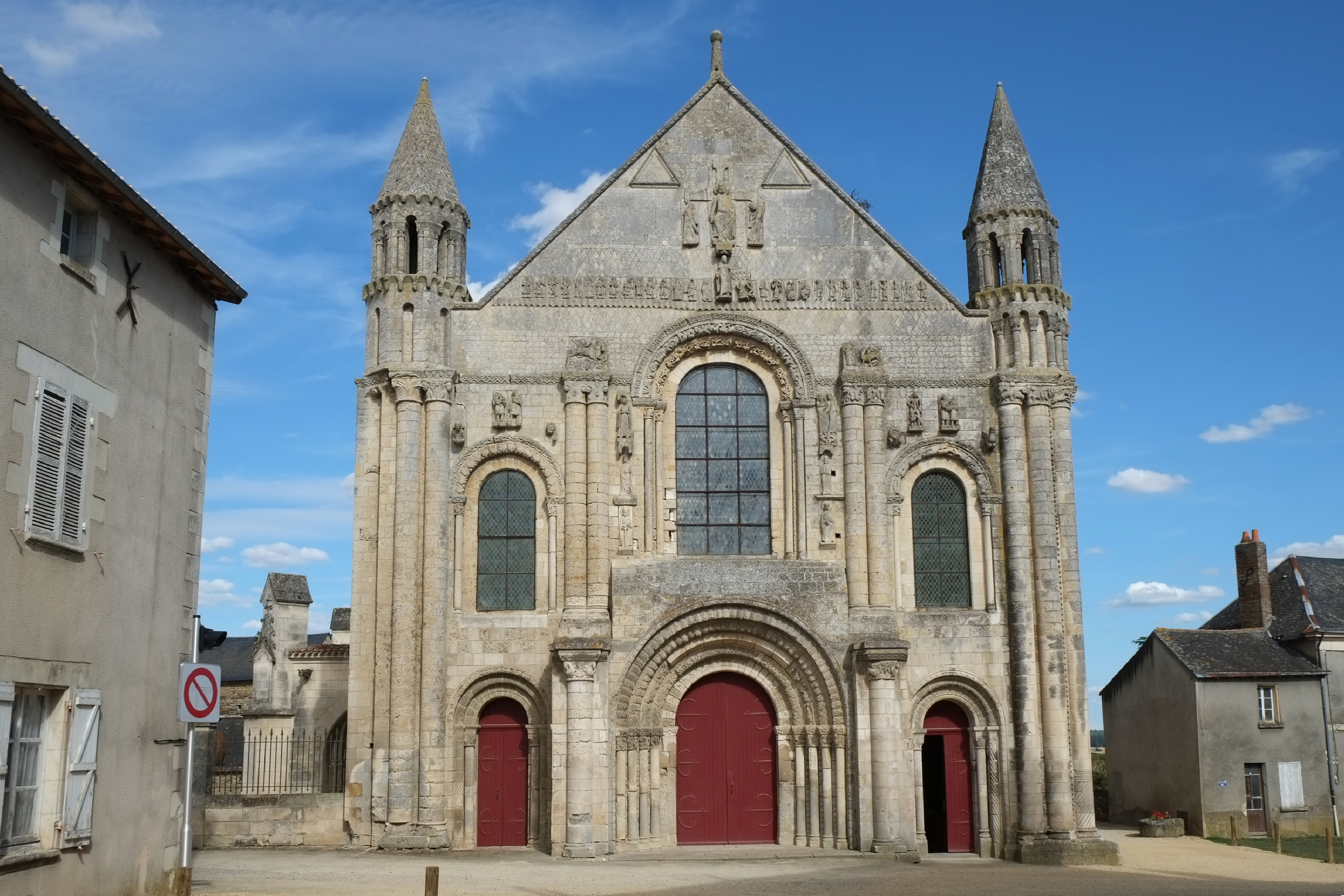
圣茹安-德马尔讷修道院的立面

10世纪末至11世纪，安茹公爵富尔克三世（Foulque Nerra）与布卢瓦伯爵、布列塔尼和普瓦捷伯爵进行了无情的战争。他多次战胜对手，通过征服曼恩伯国、图赖讷和占领莫日，扩大了安茹。普瓦图再次被剥夺领土。

#### 中世纪晚期
尽管阿基坦的最后一位拉姆努尔菲德埃莉诺与法国国王路易七世结婚，并在婚姻被取消后，她与英格兰国王亨利二世再婚，普瓦图则打算保持一定程度的自治，他很难忍受看到这一点受到质疑。普瓦图贵族通过多次起义证明了这一点：首先是1173-1179年、1188年和1194年反对英格兰国王。然后在1219-1224年和1242年反对法国国王（从1241年到1271年，普瓦图是路易九世的弟弟阿尔方斯·德·普瓦捷的阿帕纳日）。这场起义在1242年的坦耶堡战役后结束。
1159年至1259年，卡佩王朝和金雀花王朝之间的冲突标志着金雀花安茹帝国的结束，普瓦图成为法兰西王国的一部分。

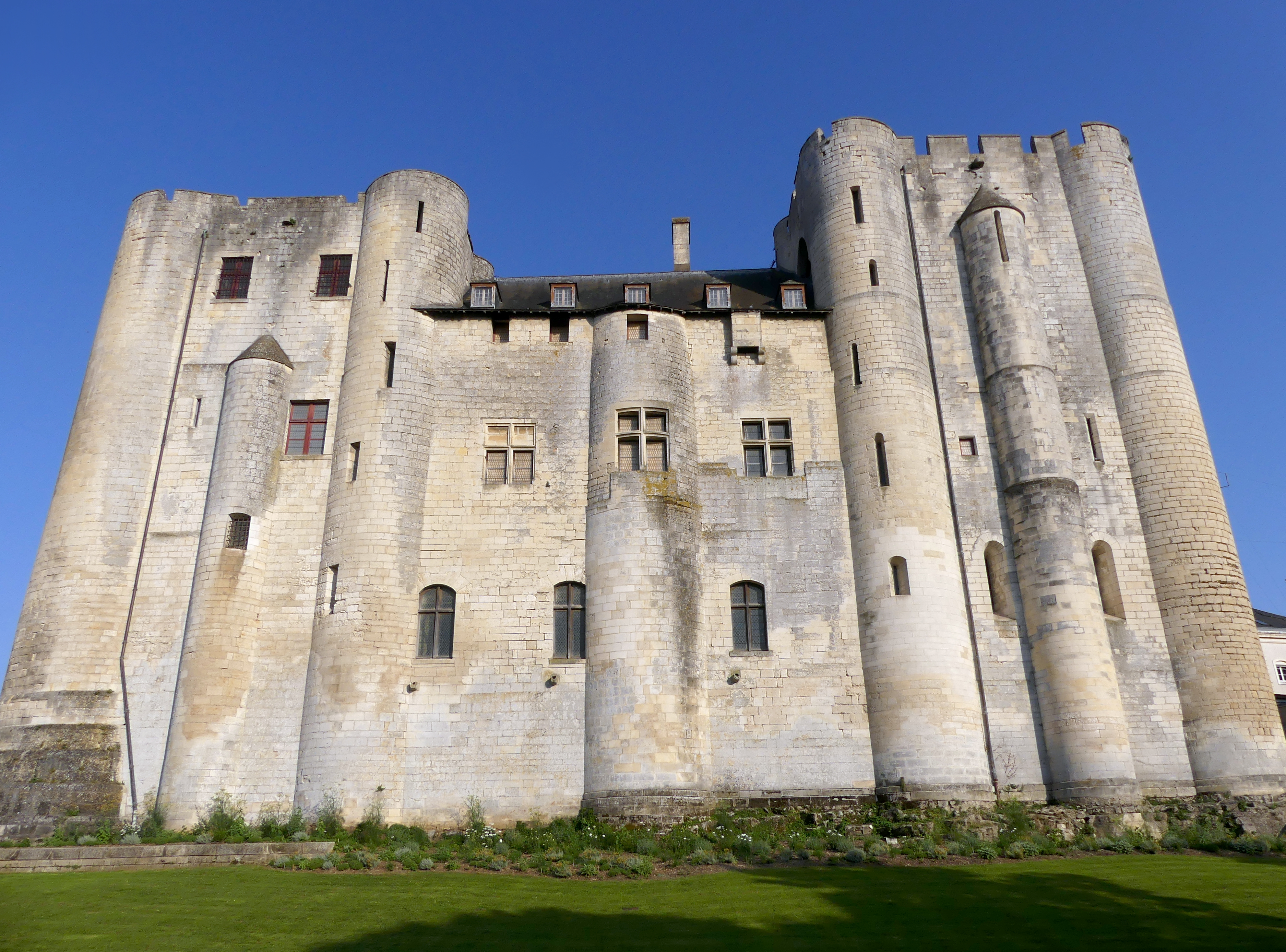
尼奥尔城堡由英国的亨利二世建立，并由其子狮心王理查加固，形成双重城堡的格局

此后，直到中世纪末，普瓦图贵族参加了所有反对中央政权的运动。
1356年灾难性的普瓦捷战役后，法国国王被俘，1360年，根据《布勒丁尼条约》，普瓦图被移交给英国。英国将控制该地直到1453年战争结束。
根据传说，由美露莘和雷蒙丹建立的吕西尼昂王朝为塞浦路斯和耶路撒冷的几位国王提供了住所；它是普瓦图的主要家族之一，曾一度拥有昂古莱姆伯国和马尔什伯国。

### 16世纪至18世纪
16世纪，宗教改革在该省实施，特别是在加尔文路过之后，尤其是在农村。该省在宗教战争期间是新教徒的忠实支持者，受到严重打击（尼奥尔和普瓦捷的围攻）。
16世纪，克勒泽家族在普瓦图成立，后来成为该地区最重要的家族之一。
1630年左右，当地的新教徒约有90000人。
普瓦图人是前往魁北克新法兰西的定居者的重要组成部分。
1790年，普瓦图主要组建了旺代省、德塞夫勒省和维埃纳省，并留下了一些以前的普瓦图教区领地，这些领地被整合到各个邻近省的新市镇。
旺代战争后，拿破仑希望安抚该地区。当时的法国第一任执政官拿破仑颁布的共和十二年牧月五日法令规定将旺代省省会从丰特奈勒孔特转移到永河畔拉罗什。然后，一座由工程师科米耶和瓦洛设计的现代城市诞生了，它以五角的形式，围绕着一个巨大的市民广场组织了一个棋盘平面图。

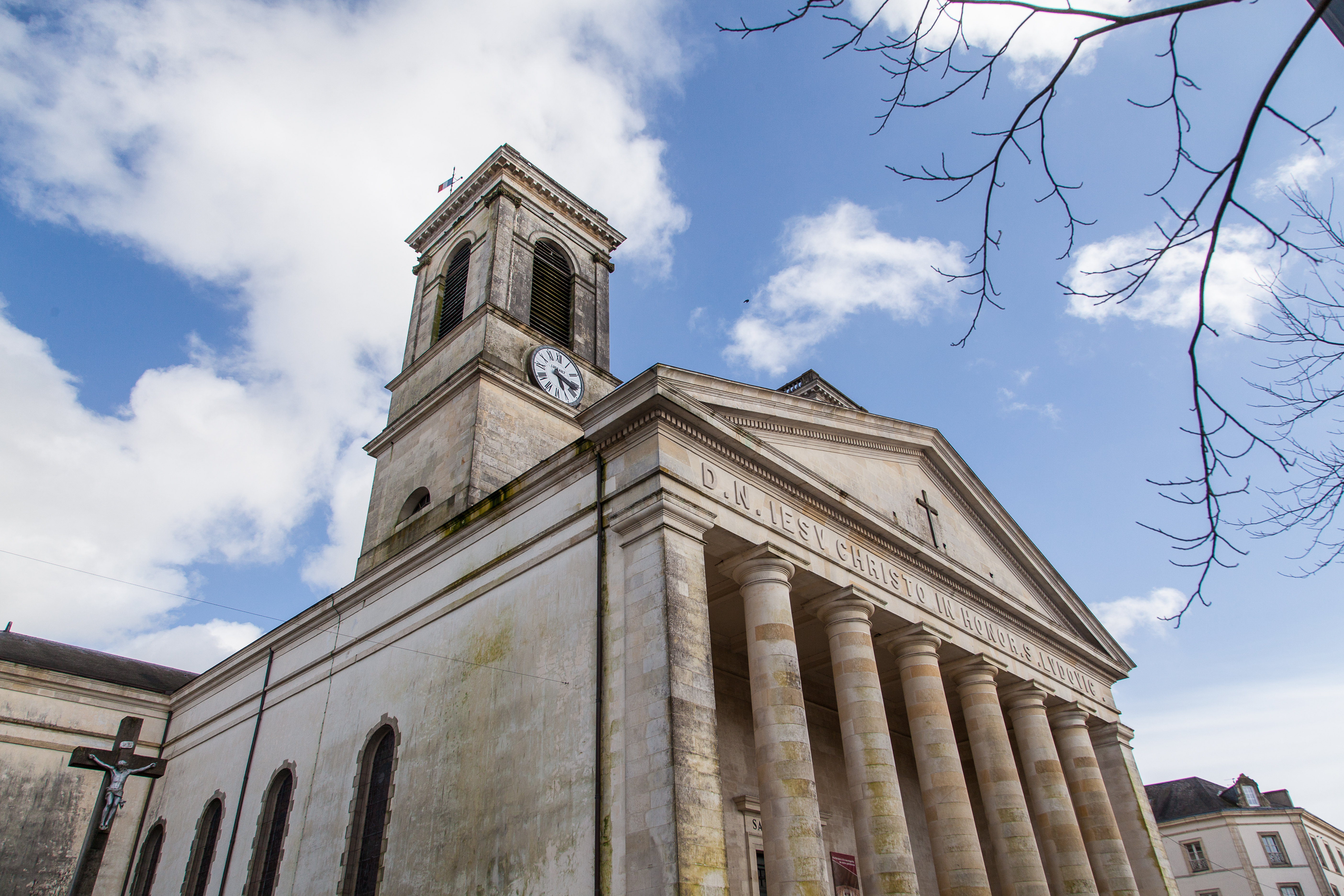
永河畔拉罗什的圣路易教堂

一些工程将在第一帝国垮台后完成，如圣路易教堂，于1804年委托建造，1829年完工。
永河畔拉罗什仍然拥有几座新古典主义风格的建筑，如市政剧院、圣路易交通和前司法宫。

### 近现代
1956年，普瓦图被重新划分，首先是在区域行动方案的范围内，然后是在区域内，下普瓦图（旺代省）被并入卢瓦尔河地区，而德塞夫勒省和维埃纳省被并入普瓦图-夏朗德地区。
2016年1月1日，随着德塞夫勒省和维埃纳省并入新阿基坦大区，这一划分继续存在。今天，出现了普瓦图的领土问题，因为道路和自行车基础设施类型的概念，或旅游业的发展。例如，根据2021年阿尔萨斯两个省合并成阿尔萨斯欧洲集体的模式，这两个省在新冠肺炎后时期创建，并在行政上继续存在；正如前总理让-皮埃尔·拉法兰（Jean-Pierre Raffarin）在其个人推特账户上回忆的那样，2021年4月19日，他仍然建议合并省，以建立普瓦图。在创建普瓦图品牌后，光纤的部署以普瓦图数字技术的名义进行，2020年省档案馆的合并，在法国首次，并成立普瓦图档案馆，普瓦图杂志于2022年创建。

## 纹章和旗帜
使用或提议使用几种不同的盾徽来代表普瓦图。

### 与普瓦图相关的第一个纹章
普瓦图的第一批伯爵（尤其是朗努尔菲德王朝）生活在纹章学出现和正式发展之前。他们可能使用了独特的符号，但我们不知道。红色的爬行狮子盾徽可能（尽管推测）来自这个家族。
普瓦图伯爵夫人埃莉诺于1152年与亨利二世结婚。在纹章学的这一早期，金雀花王朝在他们的纹章中使用狮子，但最初的形状和颜色与普瓦图非常不同。
亨利二世任命他的弟弟威廉·菲泽姆佩斯为普瓦图伯爵。威廉使用了一个纹章，显示了一只爬行的狮子。随后，埃莉诺的儿子理查一世（狮心王）成为普瓦图伯爵，因此他接管了他叔叔的纹章，这些纹章已经与该省有关。理查在成为英格兰国王之前，作为普瓦图伯爵，大量使用这些纹章。然后，普瓦图伯国传给了他的侄子，不伦瑞克的奥托。奥托从爬行的狮子手中接过狮心理查的纹章。在奥托之后，康瓦尔的理查被封为普瓦图伯爵。他从爬行的狮子手中夺回了普瓦图的纹章，并通过在边缘添加康沃尔纹章的圆形图案。
这枚盾形纹章“银色背景的红色狮子在爬行，沙质边缘布满了金色的圆形”，继续被沙泰勒罗和普瓦捷使用，但有一些变化（增加象征法兰西王室的鸢尾花，这是授予好城市的荣誉）。
统治拉丁东方的最后一批朗努尔菲德，以及与该王朝有婚姻关系并声称是其后裔的吕西尼昂王朝，也在他们的纹章上使用了红色的爬行狮子。
最近，由阿基坦、普瓦图-夏朗德和利穆赞地区合并而成的新阿基坦地区采用了具有相同元素和颜色的纹章，明确提到了朗努尔菲德和金雀花王朝时期，当时三个地区在同一领主下统一。

普瓦捷的纹章

### 普瓦捷的阿尔方斯的纹章

普瓦捷的阿尔方斯的纹章

1204年，普瓦捷伯国成为法国王室领地的一部分。路易九世国王的弟弟阿尔方斯于1241年被封为普瓦图的阿帕纳日伯爵。根据纹章学的规则，他必须将自己的纹章与王兄的纹章区分开来。他选择将父亲的特征和母亲卡斯蒂利亚的布兰卡的特征结合起来。
纹章描述：“左半部分蓝底金色鸢尾花，右半部分红底金色城堡”。
这些纯粹的个人纹章随着阿尔方斯的去世而消失，阿尔方斯于1271年去世，没有后代。普瓦图伯国后来被授予腓力五世的特权，他使用自己的纹章，没有卡斯蒂利亚城堡的痕迹，然后又五次授予其他卡佩王朝的王子，没有人重复使用阿尔方斯的纹章。
然而，从文艺复兴到19世纪，学者们认为他们在阿尔方斯的纹章中看到了普瓦图的古代纹章，或者决定从中汲取灵感，将其归因于他（在纹章学中，事后和幻想地将纹章归因于人或物是很常见的）。
16世纪和17世纪的人们在塔楼和城堡之间犹豫不决。1581年，让·德·拉艾（Jean de la Haye）这样写道：“金色塔楼或城堡的尖塔”。1610年，在普瓦图习俗的前插页上发现了一个带有塔楼的徽章。展现地不太优雅；它们三个位于顶部，两个位于底部。1659年，尽管到目前为止，塔楼的数量还没有固定，但菲内·德·布里安维尔写道：“普瓦图：交叉状的五座金色塔楼”。这一新设定出现在1740年至1748年普瓦捷将军的几部作品和印花纸上。它得到了国家纹章和盾徽委员会的回应，该委员会在维希政权下确认将盾徽授予该省五座红色背景的金色城堡。
描述：红色底，交叉的五座金色城堡。

普瓦图的城堡纹章

这些纹章随后被宪兵用于普瓦图-夏朗德地区的徽章，以及罗贝尔·路易在维埃纳省（带城堡）、德塞夫勒省（带塔楼）和旺代省的纹章设计中使用。在新阿基坦地区创建后，宪兵没有使用后者采用的纹章，而是选择了一个包含合并地区纹章的结构，包含了代表普瓦图-夏朗德的城堡。

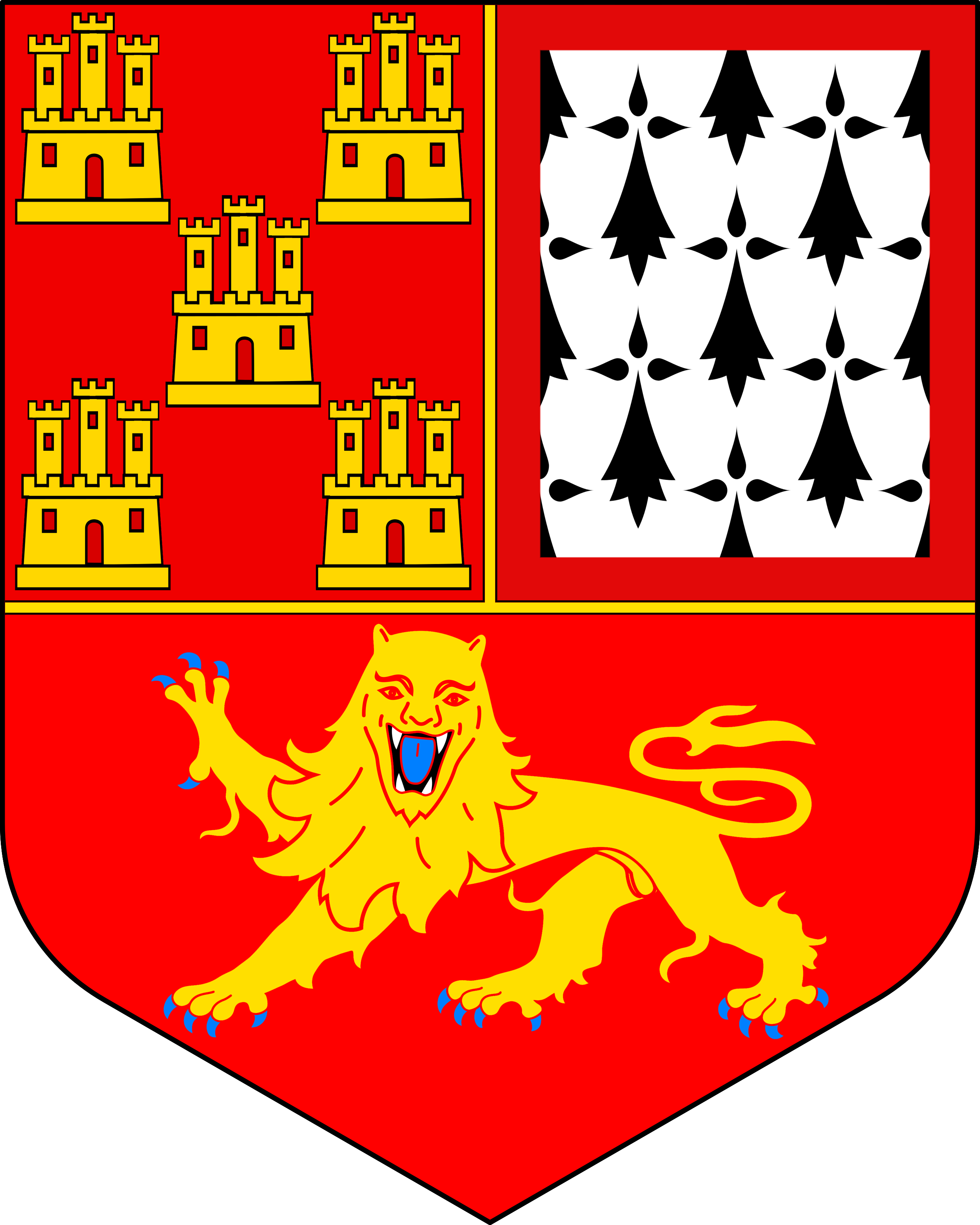
新阿基坦大区宪兵队的纹章

### 普瓦图旗帜和简化纹章
基于上述历史论点，西方旗帜学学会自1996年以来一直反对城堡纹章，并支持红色爬行狮子纹章，其沙质边缘装满12个金银色装饰，并模仿普瓦捷和沙泰勒罗的纹章。
与此同时，该协会正在推广普瓦图旗帜，以简化的方式采用狮子盾徽的主要元素和颜色：白色和黑色上下切割，整个场地上有一只爬行的红色狮子。白色带代表上普瓦图，即维埃纳省（普瓦捷）和德塞夫勒省（尼奥尔），其土壤通常为石灰岩，黑色带代表下普瓦图（旺代省），其土壤一般为花岗岩。虽然不是官方的，但这面旗帜非常受欢迎，例如，它被用作为普瓦图-夏朗德小姐制作礼服的图案。
旗帜提案的成功掩盖并取代了纹章提案。因此，一个复制旗帜设计的纹章在互联网上被称为“普瓦图纹章”，作为车牌贴纸出售，也被提议作为前普瓦图-夏朗德地区的纹章。

简化的普瓦图（红狮）纹章

纹章描述：“被切割成银色和沙子，一头红色的狮子在一切上跳跃”；
翻译成通俗语言：“上下一分为二，顶部为白色，底部为黑色，中间为红狮”。

## 文化

### 饮食

#### 前菜

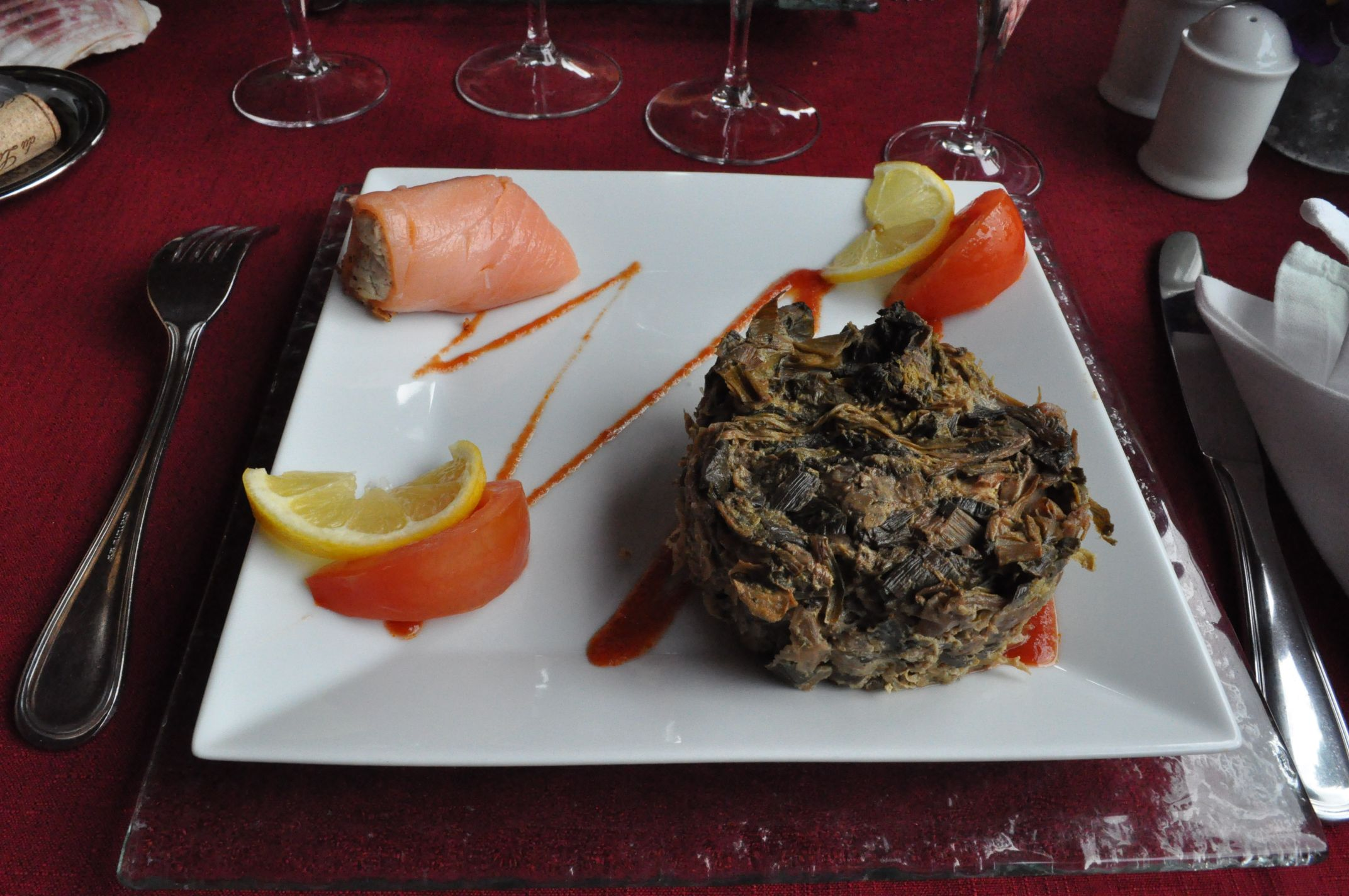
普瓦图包肉

- 普瓦图馅饼，以蔬菜为主的馅饼（甜菜、菠菜、卷心菜、酸枣……），配鸡蛋和培根。
- 普瓦图包肉，食谱与前一个非常相似，但馅饼是用整片卷心菜叶烹调和呈现的。
- 豆类：仍然是绿色和嫩的种子，以萝卜的方式品尝。
- 上普瓦图甜瓜
- 蜗牛，称为luma，用酱汁烹制。
- 甜葡萄酒汤配葡萄酒和面包片。

#### 主菜
- 蜗牛沙司（小灰色），也被称为“aux cagouilles”，位于上普瓦图靠近夏朗德的地区。
- 填充青椒和干邑的卷心菜，普瓦图包肉的变体。
- 旺代火腿，属于IGP
- 炖鳝鱼
- 糖霜或燕麦沙拉或卷心菜，燕麦指的是芸苔（卷心菜、芜菁等）开花前的花序，传统上，它们是从冬季末剥落的饲料卷心菜芽中提取的，被认为是天赐良物（优于西兰花）。也可以与西洋菜台或欧洲油菜一起制备，提供大量。
- 酸模火锅：由酸模叶（酸模或小酸模）和青葱制成的火锅，可添加白酱汁、面包屑、培根、煮熟的鸡蛋。[11]

#### 奶酪
- 普瓦图山酪
- 普瓦图方酪

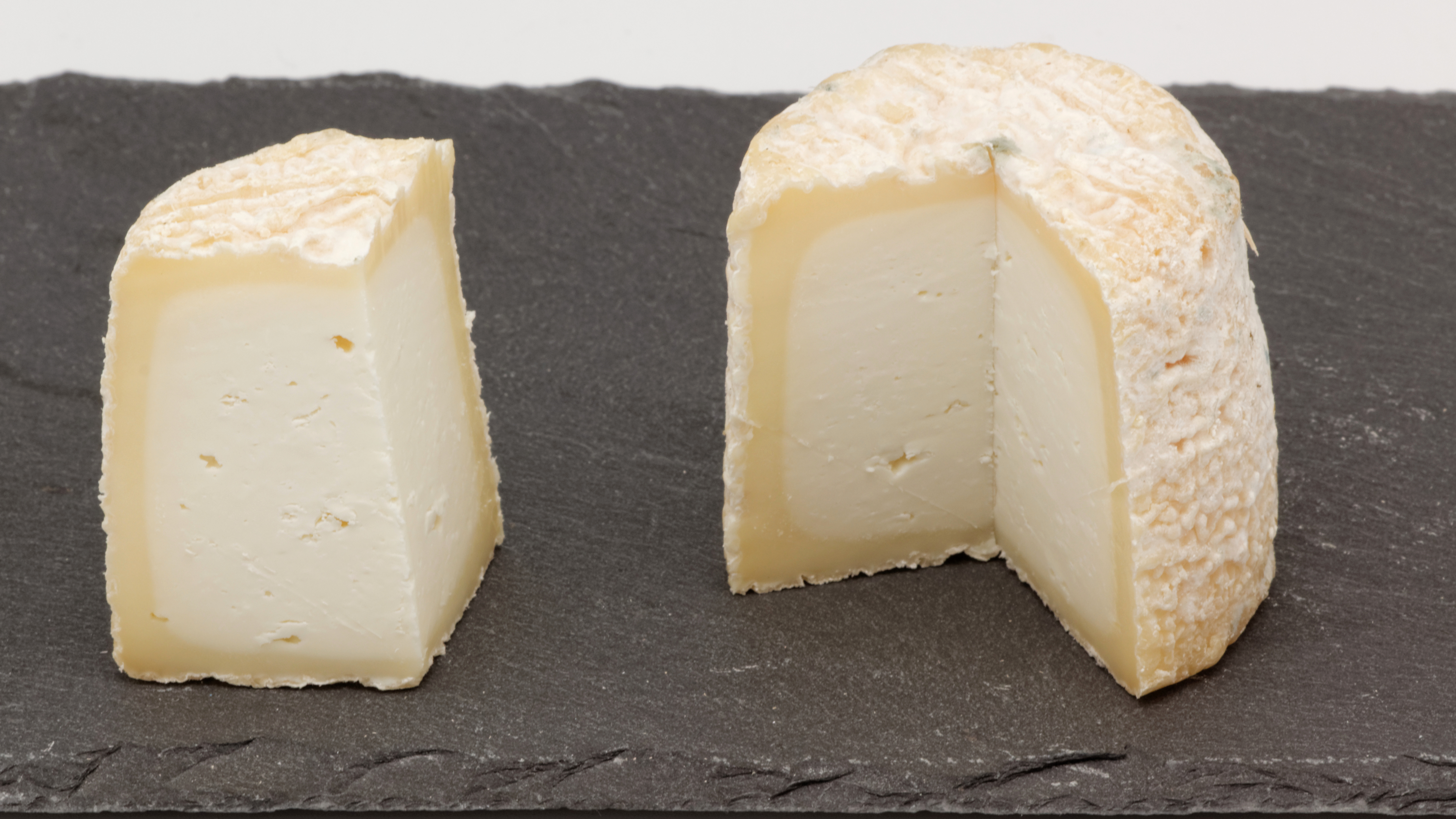
普瓦图山酪

- 凝乳块，皱胃酶凝乳或霞多丽凝乳，作为甜点与糖一起食用，在旺代省和德塞夫勒省都有。
- 普瓦图小圆饼
- 布贡奶酪

#### 甜点
- 普瓦图干蛋糕[12]

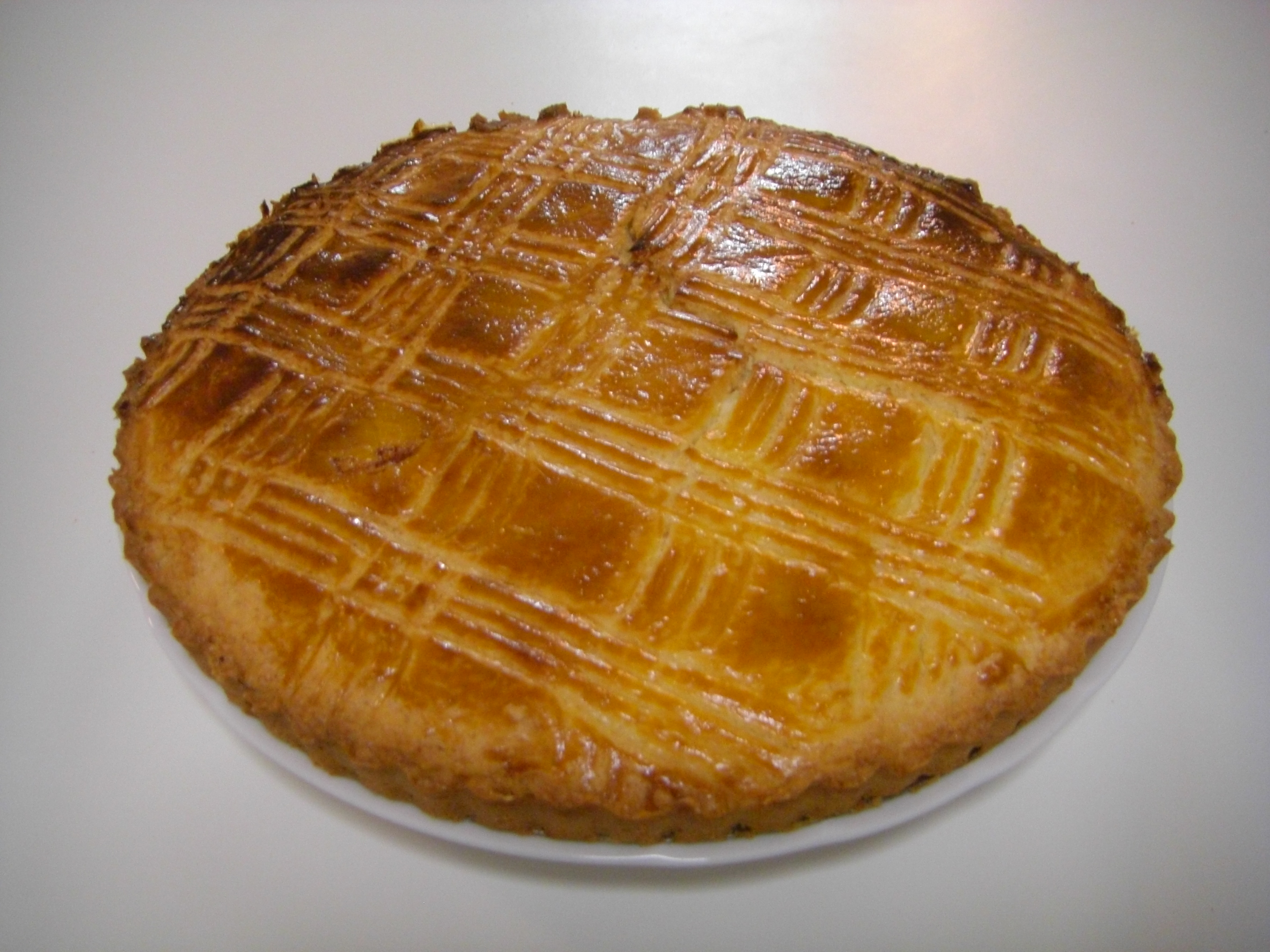
普瓦图干蛋糕

- Grimolle：传统上在卷心菜叶上烘烤的苹果蛋糕；
- 热面包。
- 蒙勃朗或努其亚克蛋糕（栗子泥）。
- 奶酪蛋糕。
- 旺代布莉欧。
- 旺代馅包：一种面包屑更紧的奶油蛋糕。它主要由面粉、鸡蛋、黄油、糖和奶油蛋糕组成。

#### 葡萄酒和烈酒
- 上普瓦图AOC
- 德塞夫勒IGP
- 菲埃夫-旺代AOC
- 卡莫克：19世纪60年代由亨利·埃米尔·弗里尼奥（Henri Emile Vrignaud）发明的咖啡利口酒（1889年巴黎世界博览会金牌）。
- 皮诺酒，与夏朗德皮诺酒比较接近，家庭生产的皮诺酒常见于德塞夫勒省南部

#### 其他
- 尼奥尔的欧白芷
- 吕西尼昂的马卡龙
- 普瓦图花生糖
- 锦橘果巧克力
- 努瓦尔穆捷的盐
- 葡萄酒汤（Mijhet）：开胃菜或农民在旺季时的小吃；这是一种由红酒、冰水、糖和陈腐面包制成的甜汤；在时令季节，你可以添加草莓。直到20世纪70年代，葡萄酒汤在普瓦图乡村地区非常流行。
- 埃希雷黄油，普瓦图几乎没有受到法国盐税的影响，这使得有可能给黄油加盐以防止其变质。这一特点促进了优质黄油的生产，至今仍通过夏朗德普瓦图黄油AOP产区得到认可，在普瓦图拥有庞普利、贝勒河畔塞勒、埃希雷、拉维埃特、拉沙佩勒蒂勒伊等产区。她还为著名的黄油厨房的出现做出了贡献。

### 方言
普瓦图方言，也被称为Parlanjhe，被认为是普瓦图-桑通日语的一种方言，就像桑通日方言在更远的南方使用。它隶属于罗曼语族，与法语、安茹语和加洛语一样，同属于奥依语。
两位语言学家，CNRS的研究人员，菲利普·布拉·德·马勒伊和阿尔贝·里利亚尔，以及一位信息可视化研究人员，巴黎萨克雷大学讲师弗雷德里克·韦尼耶，建立了一个法国地区语言的声音地图集，强调了普瓦图-桑通日语的某种统一性，并显示了其传播到卢瓦尔河左岸南部的雷地区和莫日地区。

### 传统舞蹈
普瓦图是一个传统音乐和舞蹈之地。有摇摆舞，圆舞曲，四重奏，双人舞蹈……
波伊图的一些舞蹈：
沙朗和普瓦图沼泽的当地舞蹈；
- 大型舞蹈
- 努瓦尔穆捷的半转舞、圆舞和摇摆舞
- 约岛的圆舞和半圆舞
- 布里欧修舞蹈

许多团体在整个普瓦图地区的舞会、表演、守夜和工作坊中延续了这些传统舞蹈。

### 传奇

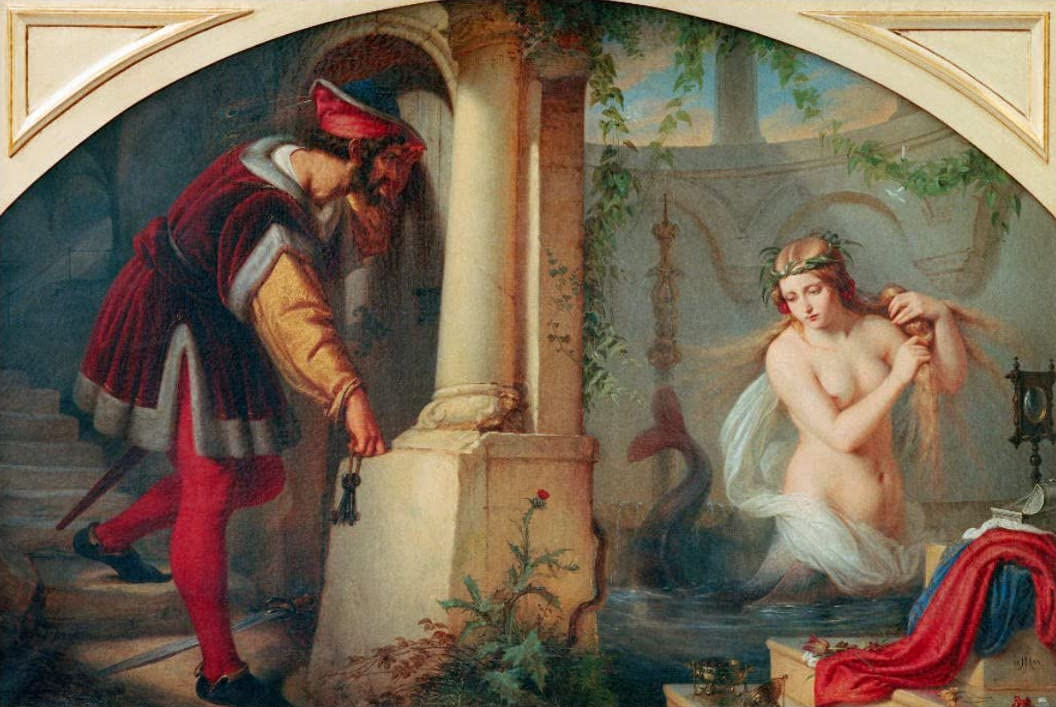
美露莘的传说

- 美露莘的传说
- 邪龙，被拉德贡德收服
- 加尼伯特，普瓦图传说中的类狼人
- 马莱马，传说中的神马
- 飞翔的独木舟

## 动物
- 上普瓦图猫
- 普瓦图驴
- 普瓦图马
- 普瓦图骡
- 旺代马（夏朗德马的一种）
- 普瓦图长毛兔
- 大格里芬旺代犬
- 小格里芬旺代犬
- 普瓦图山羊
- 沙朗鸭

## 名人
- 普瓦捷的依拉略
- 贝南蒂乌斯·福图内特斯，诗人，在圣克罗伊修道院赞颂普瓦捷的圣艾格尼丝和拉德贡德女王。
- 图阿尔的艾默里四世（Aimery IV de Thouars）与征服者威廉（William le Bâtard）一起参加了对英格兰的征服，并派出了一支普瓦图特遣队。他是黑斯廷斯战役（1066年）的主要领导人之一。[14]
- 阿基坦的威廉九世，普瓦捷伯爵，阿基坦公爵和“游吟诗人王子”，奥克西塔尼（利穆赞）最早已知的诗人之一；
- 阿基坦的埃莉诺，前普瓦捷伯爵夫人、法国女王和英国王后的孙女，长期以来一直在普瓦捷举行宫廷会议；
- 普瓦捷的雷蒙，安条克亲王，阿基坦的威廉九世之子。
- 理查一世，阿基坦的埃莉诺和英格兰国王普瓦捷伯爵亨利二世的儿子。
- 吕西尼昂的居伊，耶路撒冷国王。
- 图阿尔的居伊，布列塔尼公爵和摄政公爵
- 帕尔特奈的凯瑟琳，一位具有文化水准的女作家（弗朗索瓦·韦达的学生），一位坚定的新教徒，拉罗谢尔围城战的女英雄，罗昂的母亲。
- 让·达耶，新教神学家
- 1586年出生于卢丹的泰奥弗拉斯特·勒诺多（Théophraste Renaudot）是一位医生和慈善家，1631年创办了法国第一份印刷报纸《公报》；
- 黎塞留，出生于巴黎，但家族来自普瓦图
- 奥弗涅的玛丽·德拉图尔，图阿尔公爵夫人，是布永公爵亨利·德拉图尔·多韦涅的女儿。
- 不伦瑞克-吕内堡公爵夫人埃莱奥诺尔·德米耶·多尔布勒泽出生于欧尔布勒泽城堡（德塞夫勒省），她的后代包括欧洲大部分统治家族。
- 蒙特斯庞侯爵夫人
- 曼特农夫人
- 菲利普·德·柯米纳，历史学家，通过与埃莱娜·德·尚贝的婚姻定居于阿让通堡，在阿让通堡撰写了回忆录，路易十一曾两次拜访他。